# Pečová
Pečová (Dirixka, Kotinka, Máchalka, Pavelatzka) je zaniklá usedlost původně v Libni, na hranici s Vysočany. Nacházela se v místech u železniční trati na dolním konci prosecké Bobové dráhy.

## Historie
Usedlost stála na východním konci Libně u Vysočan a sousedila s Jetelkou. Po svých majitelích měla v průběhu let několik názvů - roku 1680 ji vlastnil staroměstský primátor Jan Severýn Dirix z Brucku a Rottenbergu (Dirixka), poté Pavelatz (Pavelatzka), roku 1725 rodina Petschů (Pečová) a v 19. století Josef Máchal (Máchalka).
Apelační rada Jan František Petsch vlastnil v Libni také usedlosti Červená Báň a Velká Vaceška. Jeho následovníku Danielu Antonínu Petschovi náležela mimo jiné vinice o rozloze 5 jiter, zničená za okupace francouzskými vojsky ve 40. letech 18. století.
Ve 40. letech 19. století měl v majetku vinici s usedlostí Josef Máchal. V té době byla usedlost poměrně rozlehlá, tvořilo ji kromě obytné budovy asi pět dalších hospodářských budov.
Po Máchalovi držela pozemky firma František X. Brosche. Vinohrad zanikl někdy v 19. století, několik budov usedlosti stálo ještě roku 1968, poté byly zbořeny.

### Vinice Máchalka
Vinice byla obnovena roku 1996 Vinařským družstvem sv. Václav v míře 1,8 hektaru. Roku 1999 zde bylo vysazeno 10.000 keřů vinné révy.